# Lobelia remyi
Lobelia remyi (englische Namen: „Grayleaf Lobelia“, „Remy's Lobelia“) ist eine ausgestorbene Pflanzenart aus der Gattung der Lobelien (Lobelia) innerhalb der Familie der Glockenblumengewächse (Campanulaceae). Sie war endemisch auf der hawaiischen Insel Oʻahu. 

## Beschreibung
Habitus und Größe dieser Art sind nicht bekannt, aber die Laubblätter waren unverwechselbar. Die wollig behaarten elliptischen Blätter waren zwölf bis sechzehn Zentimeter lang. Der Blütenstand war eine unverzweigte Ähre und bestand aus ungefähr 30 Einzelblüten. Größe und Farbe der Blüten sind nicht bekannt. Die Früchte waren trockene Kapseln.

## Taxonomie und Status
Lobelia remyi wurde 1919 von Joseph Francis Rock in Monographic Study of the Hawaiian Species of the Tribe Lobelioideae Family Campanulaceae Seite 137 erstbeschrieben. Sie ist nach dem Entdecker der Art, dem französischen Naturforscher und Ethnologen Ézéchiel Jules Rémy (1826–1893) benannt.
Lobelia remyi ist nur durch das Typusexemplar bekannt, das zwischen 1851 und 1855 von Jules Rémy auf Oʻahu aufgesammelt wurde und sich heute im Pariser Herbarium befindet. Die genauen Umstände des Aussterbens sind nicht bekannt. Jedoch könnten invasive Pflanzen- und Tierarten beim Verschwinden dieser Art eine Rolle gespielt haben.